# Campionati del mondo Ironman del 2005
L'edizione dei Campionati del Mondo di Ironman del 2005 si è tenuta a Kailua-Kona, Hawaii.
Tra gli uomini ha vinto il tedesco Faris Al-Sultan, mentre tra le donne si è laureata campionessa del mondo "ironman" per la sesta volta l'elvetica Natascha Badmann.
Si è trattata della 29ª edizione dei campionati mondiali di ironman, che si tengono annualmente dal 1978 con una competizione addizionale che si è svolta nel 1982. I campionati sono organizzati dalla World Triathlon Corporation (WTC).

## Ironman Hawaii - Classifica

### Uomini
| Pos. | Tempo   | Nome              | Paese         | Ripartizione tempi | Ripartizione tempi | Ripartizione tempi | Ripartizione tempi | Ripartizione tempi |
| Pos. | Tempo   | Nome              | Paese         | Nuoto              | T1                 | Bici               | T2                 | Corsa              |
| ---- | ------- | ----------------- | ------------- | ------------------ | ------------------ | ------------------ | ------------------ | ------------------ |
|      | 8:14:17 | Faris Al-Sultan   | Germania      | 49:54              | 0:00               | 4:25:24            | 0:00               | 2:54:51            |
|      | 8:19:36 | Cameron Brown     | Nuova Zelanda | 52:23              | 0:00               | 4:33:08            | 0:00               | 2:50:13            |
|      | 8:20:04 | Peter Reid        | Canada        | 52:23              | 0:00               | 4:27:51            | 0:00               | 2:55:59            |
| 4    | 8:22:30 | Rutger Beke       | Belgio        | 55:01              | 0:00               | 4:30:30            | 0:00               | 2:52:41            |
| 5    | 8:23:01 | Cameron Widoff    | Stati Uniti   | 52:16              | 0:00               | 4:28:44            | 0:00               | 2:57:47            |
| 6    | 8:23:52 | Chris McCormack   | Australia     | 53:06              | 0:00               | 4:37:06            | 0:00               | 2:49:10            |
| 7    | 8:25:52 | Raynard Tissink   | Sudafrica     | 54:48              | 0:00               | 4:31:37            | 0:00               | 2:55:11            |
| 8    | 8:25:57 | Tom Soderdahl     | Norvegia      | 52:19              | 0:00               | 4:35:23            | 0:00               | 2:54:17            |
| 9    | 8:27:24 | Francisco Pontano | Argentina     | 49:56              | 0:00               | 4:35:45            | 0:00               | 2:58:07            |
| 10   | 8:29:35 | Stephan Vuckovic  | Germania      | 52:11              | 0:00               | 4:36:56            | 0:00               | 2:56:39            |

### Donne
| Pos. | Tempo   | Nome             | Paese         | Ripartizione tempi | Ripartizione tempi | Ripartizione tempi | Ripartizione tempi | Ripartizione tempi |
| Pos. | Tempo   | Nome             | Paese         | Nuoto              | T1                 | Bici               | T2                 | Corsa              |
| ---- | ------- | ---------------- | ------------- | ------------------ | ------------------ | ------------------ | ------------------ | ------------------ |
|      | 9:09:30 | Natascha Badmann | Svizzera      | 1:02:30            | 0:00               | 4:52:00            | 0:00               | 3:06:25            |
|      | 9:11:51 | Michellie Jones  | Australia     | 0:54:55            | 0:00               | 4:54:13            | 0:00               | 3:18:13            |
|      | 9:12:39 | Kate Major       | Stati Uniti   | 1:00:07            | 0:00               | 5:06:13            | 0:00               | 3:02:19            |
| 4    | 9:14:53 | Joanna Lawn      | Nuova Zelanda | 0:55:09            | 0:00               | 5:05:06            | 0:00               | 3:10:02            |
| 5    | 9:22:08 | Katherine Allen  | Austria       | 1:00:15            | 0:00               | 5:11:57            | 0:00               | 3:05:00            |
| 6    | 9:27:54 | Katja Schumacher | Germania      | 0:58:49            | 0:00               | 5:12:18            | 0:00               | 3:11:56            |
| 7    | 9:28:16 | Belinda Granger  | Australia     | 1:00:05            | 0:00               | 5:02:01            | 0:00               | 3:21:25            |
| 8    | 9:30:18 | Kim Loeffler     | Stati Uniti   | 1:02:28            | 0:00               | 5:10:48            | 0:00               | 3:12:06            |
| 9    | 9:30:47 | Karen Smyers     | Stati Uniti   | 1:00:12            | 0:00               | 5:02:24            | 0:00               | 3:22:27            |
| 10   | 9:32:20 | Melissa Ashton   | Australia     | 0:55:35            | 0:00               | 5:14:49            | 0:00               | 3:17:22            |

## Ironman - Risultati della serie

### Uomini
| Evento            | Oro                    | Tempo   | Argento               | Tempo   | Bronzo                   | Tempo   |
| Wisconsin         | Dave Harju             | 8:52:33 | Petr Vabrousek        | 8:55:41 | Sergio Marques           | 9:00:31 |
| Hawaii            | Normann Stadler        | 8:33:29 | Peter Reid            | 8:43:40 | Faris Al-Sultan          | 8:45:14 |
| Florida           | Tom Evans              | 8:31:07 | Olivier Bernhard      | 8:35:30 | Lothar Leder             | 8:37:00 |
| Western Australia | Jason Shortis          | 8:16:00 | Pete Jacobs           | 8:33:24 | Luke McKenzie            | 8:34:24 |
| New Zealand       | Cameron Brown          | 8:20:14 | Gordo Byrn            | 8:39:51 | Bryan Rhodes             | 8:42:00 |
| Sudafrica         | Raynard Tissink        | 8:21:35 | Cyrille Neveu         | 8:37:25 | Xavier Le Floch          | 8:37:38 |
| Australia         | Chris Mccormack        | 8:25:44 | Luke Bell             | 8:31:16 | Mitchell Anderson        | 8:37:50 |
| Arizona           | Faris Al-Sultan        | 8:25:42 | Michael Lovato        | 8:42:48 | Sergio Marques           | 8:46:47 |
| Brazil            | Olaf Sabatschus        | 8:50:38 | Oscar Galindez        | 9:00:05 | Cristian Bustos Mancilla | 9:02:14 |
| Lanzarote         | Ain-Alar Juhanson      | 8:55:38 | Steffen Liebetrau     | 8:57:10 | Gerrit Schellens         | 8:59:26 |
| France            | Hervé Faure            | 8:49:06 | Marcel Zamora         | 8:50:50 | Gilles Reboul            | 8:54:01 |
| Coeur d'Alene     | Victor Zyemtsev        | 8:23:29 | Tom Soderdahl         | 8:29:38 | Michael Lovato           | 8:32:06 |
| Austria           | Raynard-Shayne Tissink | 8:14:37 | Norbert Langbrandtner | 8:24:14 | Werner Leitner           | 8:24:54 |
| Germany           | Normann Stadler        | 8:20:50 | Cameron Brown         | 8:28:39 | Markus Forster           | 8:30:22 |
| Switzerland       | Christoph Mauch        | 8:21:50 | Olivier Bernhard      | 8:29:49 | Mitch Anderson           | 8:36:28 |
| Lake Placid       | Tony Delogne           | 8:56:11 | Stefan Kramer         | 9:22:52 | Pierre Lavoie            | 9:27:22 |
| Canada            | Chris Lieto            | 8:33:32 | Stephan Vuckovic      | 8:36:34 | Nigel Gray               | 8:42:15 |

### Donne
| Evento            | Oro                  | Tempo    | Argento              | Tempo    | Bronzo             | Tempo    |
| Wisconsin         | Nicole Deboom        | 10:05:40 | Lauren Jensen        | 10:13:28 | Andrea Fisher      | 10:20:09 |
| Hawaii            | Natascha Badmann     | 9:50:04  | Heather Fuhr         | 9:56:19  | Kate Major         | 10:01:56 |
| Florida           | Michellie Jones      | 9:28:54  | Bella Comerford      | 9:34:54  | Barbara Buenahora  | 9:36:27  |
| Western Australia | Rebekah Keat         | 9:03:37  | Karyn Ballance       | 9:24:48  | Fiona Docherty     | 9:29:21  |
| New Zealand       | Joanna Lawn          | 9:30:13  | Monica Caplan        | 9:46:06  | Claire Murray      | 9:59:05  |
| Sudafrica         | Natascha Badmann     | 9:23:51  | Kathleen Smet        | 9:33:18  | Sara Gross         | 9:51:08  |
| Australia         | Lisa Bentley         | 9:13:20  | Melissa Ashton       | 9:25:40  | Belinda Granger    | 9:27:17  |
| Arizona           | Kate Major           | 9:44:02  | Desiree Ficker       | 9:48:26  | Ute Mueckel        | 9:51:43  |
| Brazil            | Joanna Zeiger        | 9:31:44  | Fernanda Keller      | 9:39:46  | Lauren E Jensen    | 9:49:12  |
| Lanzarote         | Virginia Berasategui | 10:09:40 | Andrea Brede         | 10:25:16 | Louisa Edmonston   | 10:40:20 |
| France            | Mariska Kramer       | 10:12:29 | Catherine Houseaux   | 10:35:31 | Astrid Perathoner  | 10:37:25 |
| Coeur d'Alene     | Kirstie Kniaziew     | 9:59:08  | Mindy Surratt        | 10:10:44 | Kate Bevilaqua     | 10:16:40 |
| Austria           | Kate Allen           | 9:07:04  | Edith Niederfriniger | 9:33:24  | Veronika Hauke     | 9:35:05  |
| Germany           | Lisa Bentley         | 9:15:31  | Nina Eggert          | 9:26:22  | Imke Schiersch     | 9:36:03  |
| Switzerland       | Karin Th             | 9:10:54  | Ewa Dederko          | 9:44:38  | Martina Lang       | 10:02:11 |
| Lake Placid       | Heather Fuhr         | 9:45:06  | Kim Loeffler         | 9:49:44  | Heather Gollnick   | 10:01:47 |
| Canada            | Karen Holloway       | 9:51:31  | Paolina Allan        | 9:54:25  | Christine Fletcher | 9:58:13  |

## Calendario competizioni
| Progr. | Data              | Evento                    | Sede                                   | Nazione       |
| ------ | ----------------- | ------------------------- | -------------------------------------- | ------------- |
| 1      | 11 settembre 2004 | Ironman Wisconsin         | Madison, Wisconsin                     | Stati Uniti   |
| 2      | 16 ottobre 2004   | Ironman Hawaii            | Kailua-Kona, Hawaii                    | Stati Uniti   |
| 3      | 6 novembre 2004   | Ironman Florida           | Panama City Beach, Florida             | Stati Uniti   |
| 4      | 13 novembre 2004  | Ironman Western Australia | Busselton, Australia Occidentale       | Australia     |
| 5      | 5 marzo 2005      | Ironman New Zealand       | Taupo                                  | Nuova Zelanda |
| 6      | 18 marzo 2005     | Ironman South Africa      | Port Elizabeth                         | Sudafrica     |
| 7      | 2 aprile 2005     | Ironman Australia         | Forster/Tuncurry, Nuovo Galles del Sud | Australia     |
| 8      | 8 aprile 2005     | Ironman Arizona           | Tempe, Arizona                         | Stati Uniti   |
| 9      | 28 maggio 2005    | Ironman Brazil            | Florianópolis                          | Brasile       |
| 10     | 4 giugno 2005     | Ironman Lanzarote         | Puerto del Carmen, Lanzarote           | Spagna        |
| 11     | 17 giugno 2005    | Ironman France            | Nizza                                  | Francia       |
| 12     | 24 giugno 2005    | Ironman Coeur d'Alene     | Coeur d'Alene, Idaho                   | Stati Uniti   |
| 13     | 2 luglio 2005     | Ironman Austria           | Klagenfurt                             | Austria       |
| 14     | 9 luglio 2005     | Ironman Germany           | Francoforte                            | Germania      |
| 15     | 16 luglio 2005    | Ironman Switzerland       | Zurigo                                 | Svizzera      |
| 16     | 24 luglio 2005    | Ironman Lake Placid       | Lake Placid, New York                  | Stati Uniti   |
| 17     | 28 agosto 2005    | Ironman Canada            | Penticton, Columbia Britannica         | Canada        |